# Ruka Norimatsu
Ruka Norimatsu (乗松 瑠華, Norimatsu Ruka), née le 30 janvier 1996, est une joueuse internationale de football japonaise.

## Biographie
Le 8 mai 2014, elle fait ses débuts avec l'équipe nationale japonaise contre l'équipe de Nouvelle-Zélande. Elle compte 2 sélections en équipe nationale du Japon.

## Statistiques
Le tableau ci-dessous présente les statistiques de Ruka Norimatsu en équipe nationale
| Équipe du Japon | Équipe du Japon | Équipe du Japon |
| Année           | Matchs          | Buts            |
| --------------- | --------------- | --------------- |
| 2014            | 2               | 0               |
| Total           | 2               | 0               |

## Palmarès
- Vainqueur de la Coupe d'Asie 2014
- Troisième de la Coupe du monde des moins de 20 ans 2016